# Onofrio Puglisi

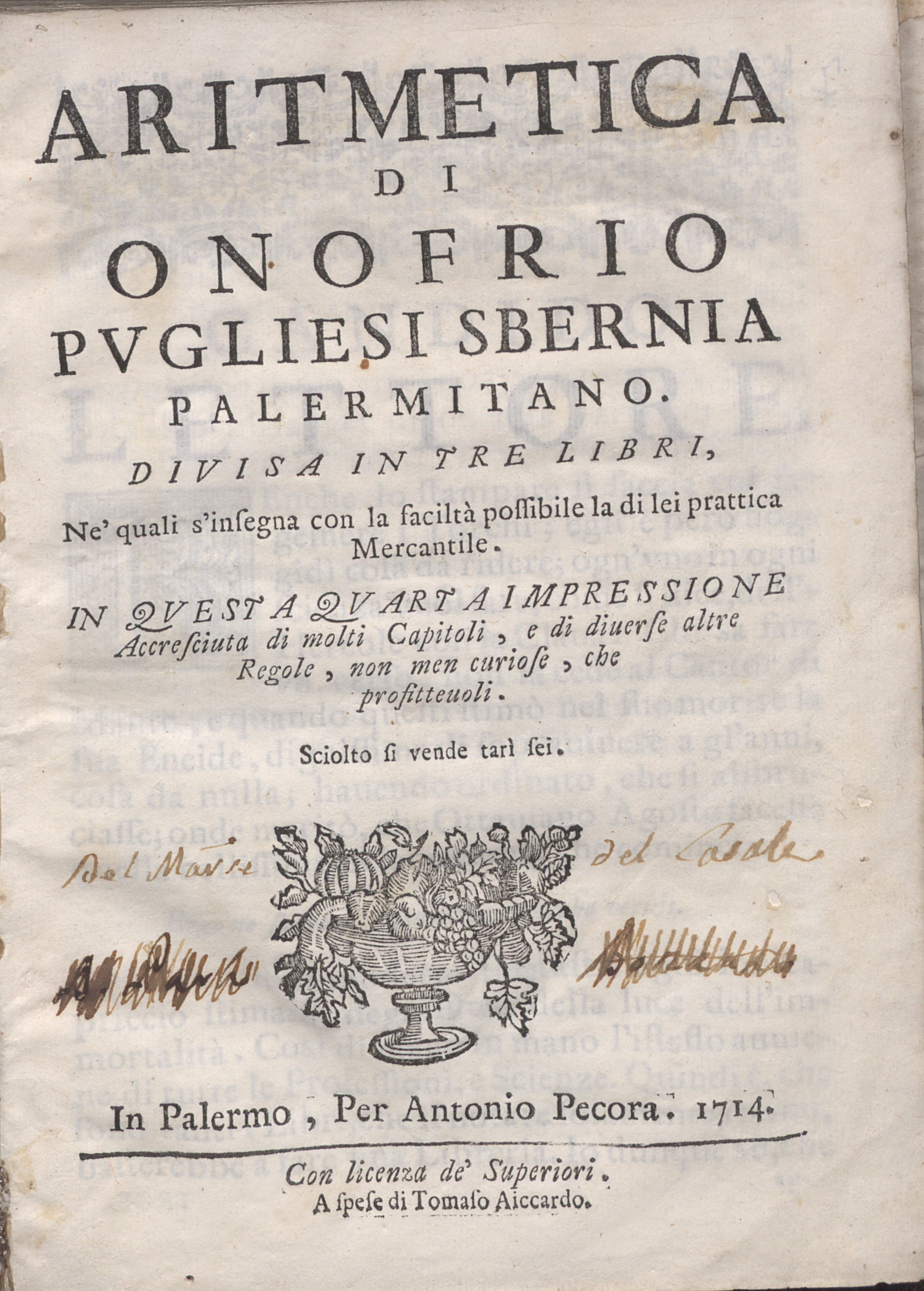
Aritmetica, página del título (1714)

Onofrio Puglisi, también conocido como Onofrio Pugliesi Sbernia (fallecido el 11 de enero de 1679), fue un matemático italiano de Palermo.
Fue el primer escritor de obras de contabilidad en el sur de Italia.

## Obras
- Aritmetica [Aritmética] (en italiano) (4 edición). Palermo: Antonio Pecora & Tomaso Aiccardo. 1714 [1634].
- Prattica economica numerale [Práctica económica numeral] (en italiano). Palermo: Agostino Bossio. 1671.